# 戈斯塔瓦楚鄉
44°05′N 24°32′E / 44.083°N 24.533°E
戈斯塔瓦楚鄉（羅馬尼亞語：Comuna Gostavățu, Olt），是羅馬尼亞的鄉份，位於該國南部，由奧爾特縣負責管轄，面積7平方公里，海拔高度69米，2007年人口3,251，人口密度每平方公里87人。